# Eucanthus mexicanus
Eucanthus mexicanus is een keversoort uit de familie cognackevers (Bolboceratidae). De wetenschappelijke naam van de soort werd in 1964 gepubliceerd door Henry Fuller Howden.